# Astartidae
Astartidae é uma família de moluscos bivalves da ordem Veneroida.

## Classificação
Família Astartidae
- Gênero Astarte J. Sowerby, 1816
  - Astarte acuticostata J. G. Jeffreys, 1881
  - Astarte arctica (J. E. Gray, 1824)
  - Astarte bennetti W. H. Dall, 1903
  - Astarte borealis (Schumacher, 1817)
  - Astarte castanea (Say, 1822)
  - Astarte compacta Carpenter, 1864
  - Astarte crebricostata (Da Costa, 1778)
  - Astarte crenata (J. E. Gray, 1824)
  - Astarte elliptica (T. Brown, 1827)
  - Astarte esquimalti (Baird, 1863)
  - Astarte filatovae Habe, 1964
  - Astarte globula W. H. Dall, 1886
  - Astarte laurentiana
  - Astarte liogona W. H. Dall, 1903
  - Astarte mirabilis (Dall, 1871)
  - Astarte montagui (Dillwyn, 1817)
  - Astarte nana W. H. Dall, 1886
  - Astarte polaris W. H. Dall, 1903
  - Astarte quadrans Gould, 1841
  - Astarte smithii W. H. Dall, 1886
  - Astarte sulcata (Decosta, 1778)
  - Astarte triangularis
  - Astarte undata Gould, 1841
  - Astarte vernicosa W. H. Dall, 1903
  - Astarte willetti W. H. Dall, 1917
- Gênero Digitaria S. Wood, 1853
  - Digitaria digitaria (Linnaeus, 1758)
- Gênero Goodallia Turton, 1822
  - Goodallia triangularis (Montagu, 1803)